# Condado de Jasło
Nota linguística: Não confundir hrabstwo (condado) com powiat (divisão administrativa)..
Jasło (em polonês: powiat jasielski) é um powiat (condado) da Polônia, na voivodia da Subcarpácia. A sede é a cidade de Jasło. Estende-se por uma área de 1029,15 km², com 122 175 habitantes, segundo o censo de 2005, com uma densidade de 118,71 hab/km².

## Divisões admistrativas
O condado possui:
Comunas urbanas: Jasło
Comunas rurais: Brzyska, Dębowiec, Jasło, Kołaczyce, Krempna, Nowy Żmigród, Osiek Jasielski, Skołyszyn, Tarnowiec
Cidades: Jasło

## Demografia
População (dados de 30 de Junho de 2005):
|          | Total   | Total | Mulheres | Mulheres | Homens  | Homens |
| -------- | ------- | ----- | -------- | -------- | ------- | ------ |
|          | pessoas | %     | pessoas  | %        | pessoas | %      |
| Total    | 115 323 | 100   | 58 838   | 51       | 56 485  | 49     |
| Cidades  | 37 814  | 100   | 19 688   | 52,1     | 18 126  | 47,9   |
| Povoados | 77 509  | 100   | 39 150   | 50,5     | 38 359  | 49,5   |